# Władimir Mieszczeriakow
Władimir Mieszczeriakow, Vladimir Meschtscheriakoff, ros. Владимир Николаевич Мещеряков (ur. 11 kwietnia?/23 kwietnia 1885 w Rasskazowie – zm. 1946 w Moskwie) – rosyjski polityk aocjaldemokratyczny i komunistyczny, funkcjonariusz Rosyjskiej/Wszechzwiązkowej Partii Komunistycznej (bolszewików) (RKP(b)/WKP(b)), urzędnik konsularny i dyplomata ZSRR.
Urodził się w rodzinie zarządzającego szpitalem w Tambowie. Po ukończeniu szkoły wstąpił na Petersburski Instytut Politechniczny. W 1905 stał się członkiem Socjaldemokratycznej Partii Robotniczej Rosji (frakcja bolszewików). Za działalność rewolucyjną został aresztowany i uwięziony, najpierw w „Krestach”, a następnie w twierdzy Schlisselburg, gdzie odbyła się rozprawa sądowa. W jej wyniku został skazany na stałe zesłanie na Syberię. Na zesłaniu przebywał do 1911, a następnie uciekł z kraju i udał się do Paryża. Tu spotkał się z Leninem. Po rewolucji lutowej i obaleniu caratu wrócił do Piotrogrodu. Po przewrocie bolszewickim (rewolucji październikowej) mianowano go sekretarzem i członkiem kolegium Ludowego Komisariatu Rolnictwa (Народный Комиссариат Земледелия РСФСР). W styczniu 1919 RKP(b) mianował komisarzem Ludowego Komisariatu Rolnictwa Ukraińskiej SRR. W 1921 Mieszczeriakow był sekretarzem Komitetu RKP(b) guberni symbirskiej, a w 1922 mianowany zastępcą szefa Głównego Zarządu Edukacji Politycznej (Главполитпросвет – Главное управление политического просвещения) i członkiem kolegium Ludowego Komisariatu Oświaty (Народный комиссариат просвещения РСФСР).
W kolejnych latach pełnił funkcje w służbie dyplomatycznej w poselstwach we Francji (1930), Szwecji (1930) i I sekretarza poselstwa w Norwegii (1931-1935), oraz konsula generalnego w Wolnym Mieście Gdańsku (1935-1937).
Od 1937 pracował w KC WKP(b). Pochowany na Cmentarzu Nowodziewiczym w Moskwie.